# Сведения рук
Сведе́ния рук (разг. «разво́дка») — изолированное физическое упражнение, которое нагружает большую грудную мышцу, основная функция которой состоит как раз в сведении рук. В зависимости от наклона движения акцент нагрузки приходится на верхний, средний или нижний пучок. При разведении рук, особенно с гантелями, акцент нагрузки приходится на внутреннюю часть, а при сведении — на внешнюю часть больших грудных мышц. Может выполняться с гантелями на прямой, наклонной и обратно-наклонной скамье, в тренажёре типа «бабочка» сидя или в кросс-тренажёре стоя, немного согнувшись.

## Техника упражнения

### С гантелями
На горизонтальной скамье акцент нагрузки приходится на грудино-рёберную часть (средний пучок), на наклонной — ключичную часть (верхний пучок), на обратно наклонной — брюшную часть (нижний пучок). На наклонной скамье вступает в работу передняя головка дельтовидной мышцы.
Данное упражнение позволяет производить растяжку больших грудных мышц, величина которой определяется насколько низко тренирующийся опускает гантели.
При опускании гантелей необходимо контролировать уровень, а скорость уменьшать, до которого они опускаются во избежание разрыва пучков больших грудных мышц. Оптимальный уровень — чуть ниже уровня груди.
Во время опускания руки в локтевых суставах либо остаются зафиксированы в немного согнутом положении, либо немного сгибаются, что необходимо для уменьшения нагрузки локтевых связок и суставов. Существенное сгибание рук в локтевых суставах видоизменяет его в жим гантелей лёжа.
Порядок выполнения (подготовка к упражнению):
- тренирующийся ставит гантели на пол у скамьи;
- тренирующийся садится на скамью и немного согнувшись, берёт гантели и кладёт их на бёдра ног;
- не разгибая рук, перекатывается в лежачее положение;
- выпрямившись, выжимает их до состояния рук чуть согнуты;
- широкий упор всей ступнёй в пол обеспечивает устойчивость, а при использовании наклонной скамьи можно дополнительно поднять уровень ног поставив их на подставку для уменьшения прогиба поясницы.

Порядок выполнения (само упражнение):
- медленно разводит руки (руки в локтевом суставе должны быть фиксированы) до необходимо величины с замедлением;
- с ускорением сводит руку до вертикального состояния (гантели не соприкасаются во избежание снятия нагрузки с грудных мышц);
- цикл повторяется необходимое число раз.

Порядок выполнения (окончания упражнения):
- тренирующийся опускает гантели на грудь;
- округлив спину, поднимает ноги в почти вертикальное положение;
- тренирующийся резким движение опускает ноги не выпрямляясь, перекатываясь в сидячее положение;
- ставит гантели на пол.

### На тренажёре типа «бабочка»
Фиксированная траектория движения уменьшает стимуляцию мышц.

### На кросс-тренажёре и нижнем блоке
Могут выполняться в верхнем или нижнем блоке кросс-тренажёра, развивая нижний и средний или верхний и средний пучки.